# Переселенцы из стран бывшего СССР в Германии
Основная часть переселенцев из бывшего СССР, а затем из стран, образовавшихся после его распада, эмигрировали в Германию в течение «последней волны», начавшейся в 1989 году. Большинство из них перебралось в ФРГ либо в качестве немецких переселенцев на основании «закона о делах перемещённых лиц и беженцев», либо в качестве еврейских эмигрантов на основании закона о «контингентных беженцах».

## Правовые основы пребывания граждан бывшего СССР в Германии

### Возможности получения ПМЖ
Формально жители стран постсоветского пространства имеют следующие возможности эмиграции в Германию:
- Аусзидлеры — этнические немцы, прошедшие процедуру приёма в соответствии с федеральным законом «О делах перемещённых лиц и беженцев» в стране своего происхождения и доказавшие своё немецкое происхождение (в смысле закона), а также их потомки. Все они получают немецкое гражданство по прибытии в Германию. На совместное переселение имеют право также и их супруги ненемецкой национальности, однако, в зависимости от выполнения определённых условий закона, они получают либо немецкое гражданство, либо только вид на жительство.
- Лица, получившие немецкое гражданство во время Второй мировой войны (например, в результате внесения в «фолькслисты»), а также их потомки. Данные категории лиц считаются немецкими гражданами и могут получить немецкий паспорт после доказательства принадлежности к данной группе, при этом уровень владения немецким языком не играет роли.
- Еврейские эмигранты, прошедшие процедуру приёма в соответствии с законом «О контингентных беженцах» и подтвердившие своё еврейское происхождение, а также члены их семей. Лица еврейского происхождения и члены их семей после прибытия в Германию получают бессрочный вид на жительство, однако могут впоследствии получить немецкое гражданство в результате натурализации.
- Граждане Латвии, Литвы и Эстонии имеют право свободного передвижения и проживания в Германии как граждане Европейского союза.
- Иностранные супруги или зарегистрированные однополые партнёры граждан Германии или лиц, имеющих право на постоянное проживание в Германии, после заключения брака или гражданского партнёрства; а также их несовершеннолетние дети. Получают сначала разрешение на временное проживание, которое постоянно продлевается.
- Любой иностранец, на протяжении пяти лет легально проживший в Германии после выполнения определённых условий (владение немецким языком на необходимом уровне, независимость от выплаты социальных пособий, отсутствие судимостей и др.) может получить неограниченный во времени вид на жительство в ФРГ.

### Право на временное пребывание в Германии
Некоторые категории лиц могут получить разрешение на временное проживание на территории Германии. Однако впоследствии их статус может измениться и они, при выполнении требуемых законом условий, могут претендовать на постоянное пребывание в стране (бессрочный вид на жительство).
- Политические беженцы — ограниченная часть иностранцев, получающих право на пребывание в Германии на ограниченный период этнического или этно-политического конфликта на их родине. В последние годы эта категория иностранцев — выходцев из стран СНГ в основном представлена этническими чеченцами и армянами Карабаха. Предпосылкой являлась война на этих территориях во время подачи прошения о предоставлении убежища и положения беженца.
- Студенты немецких вузов, имеющие право на пребывание в стране на время учёбы, и выпускники немецких вузов, имеющие право на проживание в Германии в течение 18 месяцев после завершения обучения для поиска работы по своей специальности.
- Специалисты, приехавшие из стран бывшего СССР в Германию на работу, занятые преимущественно в сфере высоких технологий (так называемая Greencard) и научных организациях. Программа действовала лишь с 2000 по 2004 годы и в настоящее время завершена.
- Молодые люди (как юноши, так и девушки), приехавшие в страну по программе Au pair.
- Трудовые мигранты, заключившие трудовой договор с немецким работодателем, в том числе по «Голубой карте ЕС».

## Статистика
Около 9 % всех мигрантов Германии составляют выходцы из России, ещё 6,9 % — выходцы из Казахстана. Таким образом, выходцы из этих двух стран занимают третье и четвёртое места (после Турции и Польши) по количеству мигрантов в Германии.
Значительная часть выходцев из России и Казахстана составляют немецкие переселенцы — этнические немцы, прибывшие в Германию по программе репатриации. Однако официально зарегистрированные немецкие переселенцы и большинство членов их семей автоматически получают немецкое гражданство и не фигурируют в статистике в качестве иностранцев, хотя и могут учитываться как лица с миграционным прошлым. С 1950 года в Германию прибыло около 4,5 миллионов немецких переселенцев. Если до конца 1980-х годов при этом доминировали переселенцы из Польши и Румынии, то с 1990 года основным контингентом стали переселенцы из СССР, а после его распада — из стран постсоветского пространства. Всего в период 1990—2011 годов в Германию прибыло около 1,45 миллионов этнических немцев из стран бывшего СССР, в первую очередь из России (612 тысяч) и Казахстана (575 тысяч).
В период 1990—2012 годов в Германию эмигрировало 214.209 «контингентных беженцев» — евреев из стран бывшего СССР, однако часть из них затем отправилась дальше — в США или в Израиль.
По состоянию на 2011 год около 570 тысяч немецких граждан дополнительно обладали ещё и российским паспортом. В первую очередь, россияне с немецким гражданством — это российские немцы, переселившиеся в Германию по программе репатриации и сохранившие также российское гражданство, так как, по законодательству ФРГ, эта категория лиц не нуждается в натурализации, а получает немецкое гражданство автоматически. Казахстан, в отличие от России, лишает эту категорию граждан своего гражданства.
Россияне, приобретающие немецкое гражданство в порядке натурализации, вынуждены отказываться от гражданства России. В 2013 году в Германии было натурализировано 2,8 тысяч россиян (8-место среди всех стран и второе среди стран бывшего СССР). Также в 2013 году было натурализировано 4,5 тысяч граждан Украины (3-е место в общем списке и 1-е место среди стран бывшего СССР).